# Arantxa Tapia
Arantxa Tapia Otaegi (Astigarraga, Guipúzcoa, 24 de septiembre de 1963), también María Arantxa Tapia Otaegi es una ingeniera, profesora universitaria y política española de ideología nacionalista vasca. 

## Biografía
Tapia Otaegi nació en 1963 en la localidad guipuzcoana de Astigarraga, que por aquel entonces era un barrio de San Sebastián. Es doctora ingeniero industrial por la Universidad de Navarra y ha dedicado la mayor parte de su carrera laboral a la docencia e investigación dentro del ámbito universitario. Es catedrática del departamento de ingeniería de sistemas y automática dentro de la Universidad del País Vasco. Desde abril de 2002 hasta julio de 2005 fue directora de la Escuela Universitaria Politécnica de San Sebastián, centro perteneciente a la Universidad del País Vasco. En su faceta como investigadora ha participado en múltiples proyectos de investigación financiados por instituciones públicas y empresas privadas como Iberdrola, ICS, Rodisa, AHV o Giroa.
En 2005 dio el salto a la política dejando parcialmente de lado sus labores docentes y universitarias, aunque siguió siendo profesora asociada a tiempo parcial de la Escuela Universitaria Politécnica. Entre julio y noviembre de 2011 fue coordinadora de estudios universitarios del departamento de Ingeniería de Sistemas y Automatización.
Está casada con el también doctor ingeniero industrial Julián Flórez, residiendo la pareja en Zumaya. Ambos se han destacado por impulsar la presencia del euskera en el ámbito de la ingeniería y la universidad.

## Trayectoria política
Arantxa Tapia dio el salto a la política en julio de 2005 cuando fue nombrada viceconsejera de Transportes y Obras Públicas del Gobierno Vasco en la VIII Legislatura, dentro de la consejería de Transportes y Obras Públicas que dirigía Nuria López de Guereñu, del Partido Nacionalista Vasco (PNV).
Tras dos años en este cargo, en julio de 2007 fue nombrada Diputada de Movilidad y Ordenación del Territorio en el gabinete de Markel Olano de la Diputación Foral de Guipúzcoa. Permaneció en este cargo institucional durante 4 años, hasta septiembre de 2011, cuando el PNV perdió las elecciones forales en Guipúzcoa. En dichas elecciones fue elegida sin embargo juntera en las Juntas Generales de Guipúzcoa por el PNV.
En noviembre de 2011 el PNV la eligió cabeza de lista de su formación por la circunscripción electoral de Guipúzcoa para las elecciones generales de ese año. Su partido obtuvo el 22,40% de los votos y Tapia fue elegida diputada.
El 17 de diciembre de 2012 se incorporó al Gobierno Vasco dirigido por el Lehendakari Iñigo Urkullu, para lo que debió abandonar su escaño en las Cortes Generales dos días antes. Entre diciembre de 2012 y y noviembre de 2016, ocupó el cargo de Consejera de Desarrollo Económico y Competitividad del Gobierno Vasco durante la X legislatura.
El 28 de noviembre de 2016 fue nombrada consejera de Desarrollo Económico e Infraestructuras en el ejecutivo presidido por Iñigo Urkullu en su XI legislatura, cargo que ocupa hasta su finalización en septiembre de 2020.
El 8 de septiembre de 2020 asume la consejería de Desarrollo Económico, Sostenibilidad y Medio Ambiente del Gobierno vasco, de nuevo presidido por el Lehendakari Iñigo Urkullu, durante la XII legislatura autonómica.